# Los Lobos
Pour les articles homonymes, voir Los Lobos (homonymie) et Lobos (homonymie).
Pour l'île des Canaries, voir Los Lobos (îles Canaries).
Los Lobos est un groupe de rock mexicano-américain, originaire de Los Angeles, en Californie. Formé en 1973, il est influencé par le rock 'n' roll, le Tex-Mex, la country, le folk, le rhythm and blues, le blues, et par les musiques traditionnelles espagnole et mexicaine telles que boléros et norteños.
Son succès le plus connu est une reprise de La Bamba en 1987, pour la musique du film La Bamba, réalisé par Luis Valdez.

## Histoire
Le chanteur et guitariste David Hidalgo et le batteur Louie Pérez se rencontrent à la Garfield High School à East Los Angeles, en Californie, et se rapprochent grâce à leur affinité mutuelle pour des groupes musicaux tels que Fairport Convention, Randy Newman et Ry Cooder,. Pérez se souvient : « On se regardait l'un l'autre en nous disant : 'T'aimes ce genre de choses ? Je pensais que j'étais le seul à être bizarre ». Alors je suis allé chez lui un jour pendant environ un an, que nous avons passé à écouter des disques, à jouer de la guitare et à commencer à écrire des chansons ». Les deux empruntent des enregistreurs à bobines à un ami et ont créé des enregistrements multipistes de musique allant des chansons parodiques au free jazz. Ils enrôlent ensuite leurs camarades Frank González, Cesar Rosas et Conrad Lozano pour compléter la formation du groupe, en 1973.
La première apparition publique notable du groupe a lieu en 1980 à l'Olympic Auditorium de Los Angeles, lorsqu'il est engagé par David Ferguson et CD Presents pour assurer la première partie du concert de Public Image Ltd. Le 28 septembre 1983, le groupe sort un EP intitulé ...And a Time to Dance, qui est bien accueilli par la critique mais ne se vend qu'à environ 50 000 exemplaires. Slash Records/Warner Bros Records n'avait pas suffisamment confiance en Los Lobos pour sortir un LP standard de 10 chansons. Ils ont donc sorti un premier album de 7 chansons. Sept mois après la sortie du disque, le groupe remporte un Grammy Award pour la meilleure chanson mexicaine américaine en 1984. Cependant, les ventes de l'EP permettent au groupe d'acheter une camionnette Dodge, ce qui lui permet de partir en tournée à travers les États-Unis pour la première fois. Los Lobos retourne en studio à l'été 1984 pour enregistrer son premier album sur un grand label, How Will the Wolf Survive. Le titre de l'album et la chanson-titre sont inspirés d'un article du National Geographic intitulé Where Can the Wolf Survive, que les membres du groupe met en rapport avec leur propre combat pour réussir aux États-Unis tout en conservant leurs racines mexicaines.
En septembre 2006, Los Lobos sort The Town and the City (Mammoth Records), très bien accueilli par la critique,. Les paroles de l'album traitent de l'enfance de Louis Perez à East Los Angeles, tandis que la musique offre des paysages sonores complexes et originaux qui rappellent leur précédent album, Kiko.
En février 2024, Los Lobos sont intronisés au California Hall of Fame. En avril 2024, la bande-annonce de 157 secondes d'un documentaire sur Los Lobos intitulé Native Sons est publiée sur YouTube. Parmi les personnes interrogées sur Los Lobos, on trouve les musiciens Tom Waits, Linda Rondstadt, Ozomatli, Bonnie Raitt et les acteurs Cheech Marin, Edward James Olmos et l'activiste chicano Dolores Huerta. Le documentaire sortira en 2025. 

## Discographie

### Albums studio
- 1976 : Sí se puede! (réédité en 1994)
- 1978 : Del Este de Los Angeles (Just Another Band from East L.A.) (réédité en 2000)
- 1983 : ...And a Time to Dance (mini-album,  (réédité en 1987)
- 1984 : How Will the Wolf Survive? (réédité en 1987)
- 1987 : By The Light of the Moon
- 1988 : La Pistola y el corazón
- 1990 : The Neighborhood
- 1992 : Kiko
- 1996 : Colossal Head
- 1999 : This Time
- 2002 : Good Morning Aztlán
- 2004 : The Ride
- 2006 : The Town and the City
- 2010 : Tin Can Trust
- 2015 : Gates of Gold
- 2019 : Llegó Navidad
- 2021 : Native Sons

### Compilations et albums live
- 1987 : La Bamba (bande-son du film, 6 morceaux sur 12)
- 1993 : Just Another Band from East L.A. : A Collection
- 1995 : Papa's Dream (Los Lobos avec Lalo Guerrero (en))
- 2000 : El Cancionero mas y mas - la historia de la banda del Este de Los Angeles (Coffret 4CD)
- 2004 : Ride This - The Covers EP (mini-album)
- 2005 : Live at the Fillmore (concert enregistré les 29 et 30 juillet 2004 à San Francisco)
- 2006 : Wolf Tracks : The Best of (19 morceaux 1983-2002 + 1 inédit des sessions The Neighborhood, Border Town Girl)
- 2009 : Los Lobos Goes Disney (reprises de classiques de Disney)
- 2011 : Rango (bande son du film, 3 morceaux sur 20)
- 2012 : Kiko Live
- 2013 : Disconnectin New York City Live

### Participations
- 1985 : musique de Ry Cooder du film Alamo Bay de Louis Malle (Slash Records) avec John Hiatt, Amy Madigan, Van Dyke Parks, Jim Dickinson, Jim Keltner, David Lindley, Kazu Matsui, Jorge Calderon, Lee Ving...
- 1989 : The Man with the Blue Post Modern Fragmented Neotradionalist Guitar de Peter Case (Geffen) avec Ry Cooder, David Lindley, Jim Keltner, T-Bone Burnett.
- 1992 : Partners de Flaco Jimenez (Reprise) avec Stephen Stills, Dwight Yoakam, Linda Ronstadt, John Hiatt, Ry Cooder, Emmylou Harris...
- 1995 : Apparition clin d'œil dans le film Desperado de Robert Rodriguez, avec pour leader Antonio Banderas qui interprète Cancion del mariachi.
- 2009 : A stranger here de Ramblin' Jack Elliott avec Van Dyke Parks

## Vidéographie
- 2004 : Live at the Fillmore (Concert enregistré les 29 & 30/07/2004 à San Francisco, CA)
- 2014 : La Bamba | Playing For Change | Song Around The World